# کلرم
کَلَرم، روستایی از توابع بخش سردارجنگل شهرستان فومن در استان گیلان ایران است.

## جمعیت
این روستا در دهستان سردارجنگل قرار دارد و براساس سرشماری مرکز آمار ایران در سال ۱۳۸۵، جمعیت آن ۹۴۵ نفر (۲۴۱خانوار) بوده است.
این روستا در دهستان سردارجنگل قرار دارد و براساس سرشماری مرکز آمار ایران در سال ۱۳۸۵، جمعیت آن ۹۴۵ نفر (۲۴۱خانوار) بوده است.